# Holy (U.D.O.)
| Recensione             | Giudizio |
| ---------------------- | -------- |
| Encyclopaedia Metallum | 89/100   |

Holy è il settimo album della band heavy metal tedesca U.D.O.
Rispetto al precedente disco, si sono aggiunti Igor Gianola, come nuovo chitarrista e Lorenzo Milani, come nuovo batterista.

## Tracce
1. Holy
2. Raiders Of Beyond
3. Shout It Out
4. Recall The Sin
5. Thunder In The Tower
6. Back Off
7. Friends Will Be Friends
8. State Run Operation
9. Danger
10. Ride The Storm
11. Cut Me Out

## Formazione
- Udo Dirkschneider: voce
- Stefan Kaufmann: chitarra
- Igor Gianola: chitarra
- Fitty Wienhold: basso
- Lorenzo Milani: batteria

### Altri musicisti
- Marcus Bielenberg: seconda voce (traccia 3)